# 4 × 50 meter mixed frisim vid världsmästerskapen i kortbanesimning 2022
4 × 50 meter mixed frisim vid världsmästerskapen i kortbanesimning 2022 avgjordes den 16 december 2022 i Melbourne Sports and Aquatic Centre i Melbourne i Australien.
Guldet togs av Frankrikes kapplag som noterade ett nytt världsrekord efter ett lopp på 1 minut och 27,33 sekunder. Silvret togs av Australien och bronset av Nederländerna.

## Rekord
Inför tävlingens start fanns följande världs- och mästerskapsrekord:
|                   | Nation | Tid     | Ort            | Datum            |
| ----------------- | ------ | ------- | -------------- | ---------------- |
| Världsrekord      | USA    | 1.27,89 | Hangzhou, Kina | 12 december 2018 |
| Mästerskapsrekord | USA    | 1.27,89 | Hangzhou, Kina | 12 december 2018 |

Följande nya rekord noterades under mästerskapet:
| Datum       | Omgång | Namn                                                                                               | Nation    | Tid     | Rekord     |
| ----------- | ------ | -------------------------------------------------------------------------------------------------- | --------- | ------- | ---------- |
| 16 december | Final  | Maxime Grousset (20,92) Florent Manaudou (20,26) Béryl Gastaldello (23,00) Mélanie Henique (23,15) | Frankrike | 1.27,33 | 0VR0, 0MR0 |

## Resultat

### Försöksheat
Försöksheaten startade klockan 11:05.
| Placering | Heat | Bana | Nation                    | Simmare | Tid           | Noteringar    |
| --------- | ---- | ---- | ------------------------- | --- | ------------- | ------------- |
| 1         | 3    | 5    | Frankrike                 | Florent Manaudou (21,10) Maxime Grousset (20,76) Mélanie Henique (23,86) Mary-Ambre Moluh (23,97)                            | 1.29,69       | 0Q0           |
| 2         | 1    | 2    | Australien                | Flynn Southam (22,04) Matthew Temple (20,97) Madison Wilson (23,83) Emma McKeon (22,98)                                      | 1.29,82       | 0Q0           |
| 3         | 3    | 4    | Nederländerna             | Stan Pijnenburg (21,71) Nyls Korstanje (20,96) Maaike de Waard (23,61) Marrit Steenbergen (23,67)                            | 1.29,95       | 0Q0           |
| 4         | 2    | 4    | USA                       | Shaine Casas (21,37) Hunter Armstrong (20,81) Natalie Hinds (24,06) Alexandra Walsh (23,73)                                  | 1.29,97       | 0Q0           |
| 5         | 3    | 7    | Kina                      | Pan Zhanle (21,53) Wang Haoyu (21,14) Wang Yichun (24,36) Liu Shuhan (24,18)                                                 | 1.31,21       | 0Q0           |
| 6         | 1    | 7    | Nya Zeeland               | Carter Swift (21,65) Zac Dell (21,32) Rebecca Moynihan (23,96) Emma Godwin (24,46)                                           | 1.31,39       | 0Q0, 0NR0     |
| 7         | 1    | 6    | Japan                     | Masahiro Kawane (21,57) Takeshi Kawamoto (21,28) Chichiro Igarashi (24,10) Miki Takahashi (24,54)                            | 1.31,49       | 0Q0           |
| 8         | 2    | 8    | Brasilien                 | Lucas Peixoto (21,73) Pedro Spajari (21,40) Stephanie Balduccini (24,33) Giovanna Diamante (24,69)                           | 1.32,15       | 0Q0           |
| 9         | 2    | 5    | Sverige                   | Oskar Hoff (22,46) Isak Eliasson (20,79) Sofia Åstedt (24,28) Klara Thormalm (24,81)                                         | 1.32,34       |               |
| 10        | 3    | 3    | Slovakien                 | Matej Duša (21,58) Ádám Halás (21,89) Teresa Ivanová (24,26) Lillian Slušná (24,65)                                          | 1.32,38       | 0NR0          |
| 11        | 2    | 3    | Sydafrika                 | Clayton Jimmie (21,83) Simon Haddon (21,84) Caitlin de Lange (24,29) Milla Drakopoulos (25,32)                               | 1.33,28       |               |
| 12        | 4    | 8    | Taiwan                    | Wang Kuan-hung (22,47) Wu Chun-feng (21,77) Chen Szu-an (25,77) Huang Mei-chien (24,86)                                      | 1.34,87       |               |
| 13        | 4    | 3    | Hongkong                  | Ng Cheuk Yin (22,48) Hayden Kwan (22,36) Sze Hang Yu (24,80) Ho Nam Wai (25,34)                                              | 1.34,98       |               |
| 14        | 1    | 5    | Colombia                  | Santiago Corredor (22,99) Jorge Murillo (22,78) Stefanía Gómez (25,06) Sirena Rowe (24,24)                                   | 1.35,07       | 0NR0          |
| 15        | 2    | 1    | Peru                      | Javier Matta (22,05) Joaquín Vargas (22,91) Rafaela Fernandini (24,99) McKenna DeBever (25,46)                               | 1.35,41       | 0NR0          |
| 16        | 4    | 6    | Bahamas                   | Lamar Taylor (21,65) Luke Thompson (23,30) Rhaniska Gibbs (25,70) Victoria Russell (26,30)                                   | 1.36,95       |               |
| 17        | 3    | 6    | Dominikanska republiken   | Josué Domínguez (22,95) Elizabeth Jiménez (26,47) Krystal Lara (25,35) Denzel González (22,48)                               | 1.37,25       | 0NR0          |
| 18        | 3    | 1    | Macao                     | Chao Man Hou (22,60) Lin Sizhuang (22,97) Cheang Weng Lam (26,64) Chen Pui Lam (26,70)                                       | 1.38,91       |               |
| 19        | 3    | 8    | Samoa                     | Kokoro Frost (24,02) Brandon Schuster (23,02) Kaiya Brown (27,06) Olivia Borg (25,39)                                        | 1.39,49       |               |
| 20        | 2    | 6    | Mongoliet                 | Batbayaryn Enkhtamir (23,54) Myagmaryn Delgerkhüü (23,81) Batbayaryn Enkhkhüslen (25,83) Enkh-Amgalangiin Ariuntamir (27,28) | 1.40,46       |               |
| 21        | 3    | 2    | Guam                      | James Hendrix (24,10) Mia Lee (27,12) Amaya Bollinger (28,97) Israel Poppe (23,67)                                           | 1.43,86       |               |
| 22        | 2    | 7    | Tanzania                  | Sophia Latiff (27,88) Hilal Hilal (24,72) Ria Save (28,49) Collins Saliboko (23,34)                                          | 1.44,43       |               |
| 23        | 1    | 3    | Papua Nya Guinea          | Josh Tarere (24,36) Nathaniel Noka (24,88) Jhnayali Tokome-Garap (28,74) Georgia-Leigh Vele (27,48)                          | 1.45,46       |               |
| 24        | 4    | 2    | Nordmarianerna            | Isaiah Alexsenko (23,31) Jinnosuke Suzuki (25,20) Maria Batallones (28,32) Shoko Litulumar (29,96)                           | 1.46,79       |               |
| 25        | 4    | 1    | Mikronesiska federationen | Tasi Limtiaco (24,21) Taeyanna Adams (29,11) Kestra Kihleng (29,19) Kyler Kihleng (26,02)                                    | 1.48,53       |               |
| 26        | 2    | 2    | Maldiverna                | Mubal Azzam Ibrahim (26,14) Aishath Sausan (29,92) Hamna Ahmed (30,88) Mohamed Rihan Shiham (25,98)                          | 1.52,92       |               |
| 27        | 1    | 4    | Palau                     | Ungilreng Ruluked (32,35) Galyah Mikel (31,30) Travis Sakurai (25,56) Shawn Dingilius-Wallace (26,72)                        | 1.55,93       |               |
| 28        | 4    | 4    | Kanada                    | | Startade inte | Startade inte |
| 28        | 4    | 5    | Italien                   | | Startade inte | Startade inte |
| 28        | 4    | 7    | Filippinerna              | | Startade inte | Startade inte |

### Final
Finalen startade klockan 19:35.
| Placering | Bana | Nation        | Simmare                                                                                            | Tid     | Noteringar |
| --------- | ---- | ------------- | -------------------------------------------------------------------------------------------------- | ------- | ---------- |
| 1         | 4    | Frankrike     | Maxime Grousset (20,92) Florent Manaudou (20,26) Béryl Gastaldello (23,00) Mélanie Henique (23,15) | 1.27,33 | 0VR0       |
| 2         | 5    | Australien    | Kyle Chalmers (20,97) Matthew Temple (20,71) Meg Harris (23,73) Emma McKeon (22,62)                | 1.28,03 | 0AR0       |
| 3         | 3    | Nederländerna | Kenzo Simons (21,14) Thom de Boer (20,61) Maaike de Waard (23,35) Marrit Steenbergen (23,43)       | 1.28,53 |            |
| 4         | 6    | USA           | Michael Andrew (20,81) David Curtiss (20,89) Erika Brown (23,53) Alexandra Walsh (23,95)           | 1.29,18 |            |
| 5         | 1    | Japan         | Kosuke Matsui (21,24) Masahiro Kawane (20,81) Chichiro Igarashi (24,02) Ai Soma (23,98)            | 1.30,05 |            |
| 6         | 2    | Kina          | Pan Zhanle (21,49) Wang Haoyu (20,89) Wang Yichun (23,98) Liu Shuhan (23,82)                       | 1.30,18 |            |
| 7         | 7    | Nya Zeeland   | Carter Swift (21,52) Cameron Gray (20,75) Rebecca Moynihan (24,10) Emma Godwin (24,01)             | 1.30,38 | 0NR0       |
| 8         | 8    | Brasilien     | Lucas Peixoto (21,85) Pedro Spajari (21,17) Stephanie Balduccini (24,83) Giovanna Diamante (24,32) | 1.32,17 |            |